# Anton Hans Karlinsky
Anton Hans Karlinsky (* 4. Mai 1872 in Wien; † 19. März 1945 in Rossatz) war ein österreichischer Landschafts- und Porträtmaler.

## Leben
Karlinsky studierte in den Jahren von 1887 bis 1894 an der Wiener Akademie, seine Lehrer waren Julius Victor Berger und Eduard Peithner von Lichtenfels. Studienreisen führten ihn nach Deutschland, Holland und Italien. Er lebte zeitweilig in einer Künstlerkolonie in Fahrafeld, weiters war er Mitglied der Genossenschaft bildender Künstler in Wien.
Als Leutnant der Reserve wurde Karlinsky im August 1914 in den Aktivstand versetzt und zur kämpfenden Truppe im Ersten Weltkrieg eingezogen. Die ersten drei Kriegsjahre stand er ohne Unterbrechung an der Karpatenfront. Danach meldete sich zum k.u.k. Kriegspressequartier, wo er im Juli 1917 in die Kunstgruppe aufgenommen und an der russischen Front tätig wurde. Im Frühjahr und Herbst 1918 arbeitete Karlinsky dann in Albanien und Montenegro.
Anton Hans Karlinsky war der Vater der Künstler Elisabeth Karlinsky (1904–1994) und Anton Karlinsky (1905–1941).

## Werke (Auswahl)
- Fliegerabwehrgeschütz bei Lipnica Gorna, 1916, Öl auf Leinwand, 52,5 × 66,5 cm (Heeresgeschichtliches Museum Wien)